# Tom Waits

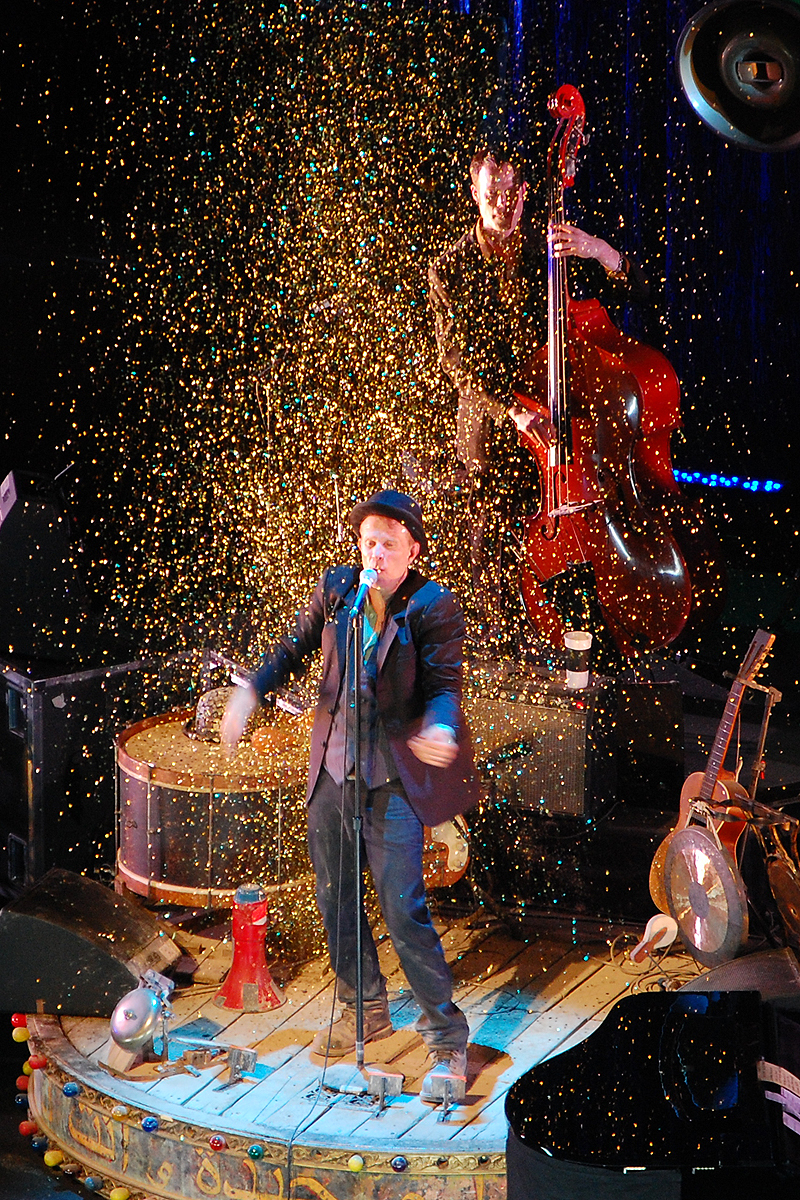
Tom Waits bei der Glitter and Doom Tour, 2008

Thomas Alan „Tom“ Waits (* 7. Dezember 1949 in Pomona, Kalifornien) ist ein US-amerikanischer Sänger, Komponist, Schauspieler und Autor. In seiner Musik verbindet Waits Einflüsse aus klassischen amerikanischen Genres wie Blues, Rhythm and Blues, Jazz, Folk und die Songwriter mit Aspekten des Vaudeville und der Theatermusik. Später nahm Waits auch Einflüsse aus Avantgarde-Jazz, Rap oder Industrial Rock mit auf. Seine Musik wird gelegentlich auch dem Alternative Rock oder Indie-Rock zugerechnet. Waits trägt seine durch die Beat Generation beeinflussten Songs mit charakteristisch rauer Stimme vor.
Seit Beginn seiner Karriere in den 1970er Jahren wurden und werden Waits’ Kompositionen von unzähligen – häufig kommerziell wesentlich erfolgreicheren – Musikern gecovert. Rod Stewart erreichte beispielsweise 1989 mit der Waits-Komposition Downtown Train Platz eins der Billboard 200. Waits’ Album Bad As Me aus dem Jahr 2011 war das erste, das bereits kurz nach dem Erscheinen nennenswerte Verkaufszahlen erzielen konnte.
Als Schauspieler war Waits unter anderem in den Kinofilmen Down By Law, Bram Stoker’s Dracula, Short Cuts, Das Kabinett des Doktor Parnassus, 7 Psychos und The Ballad of Buster Scruggs zu sehen.

## Leben und Werk

### Kindheit und Jugend

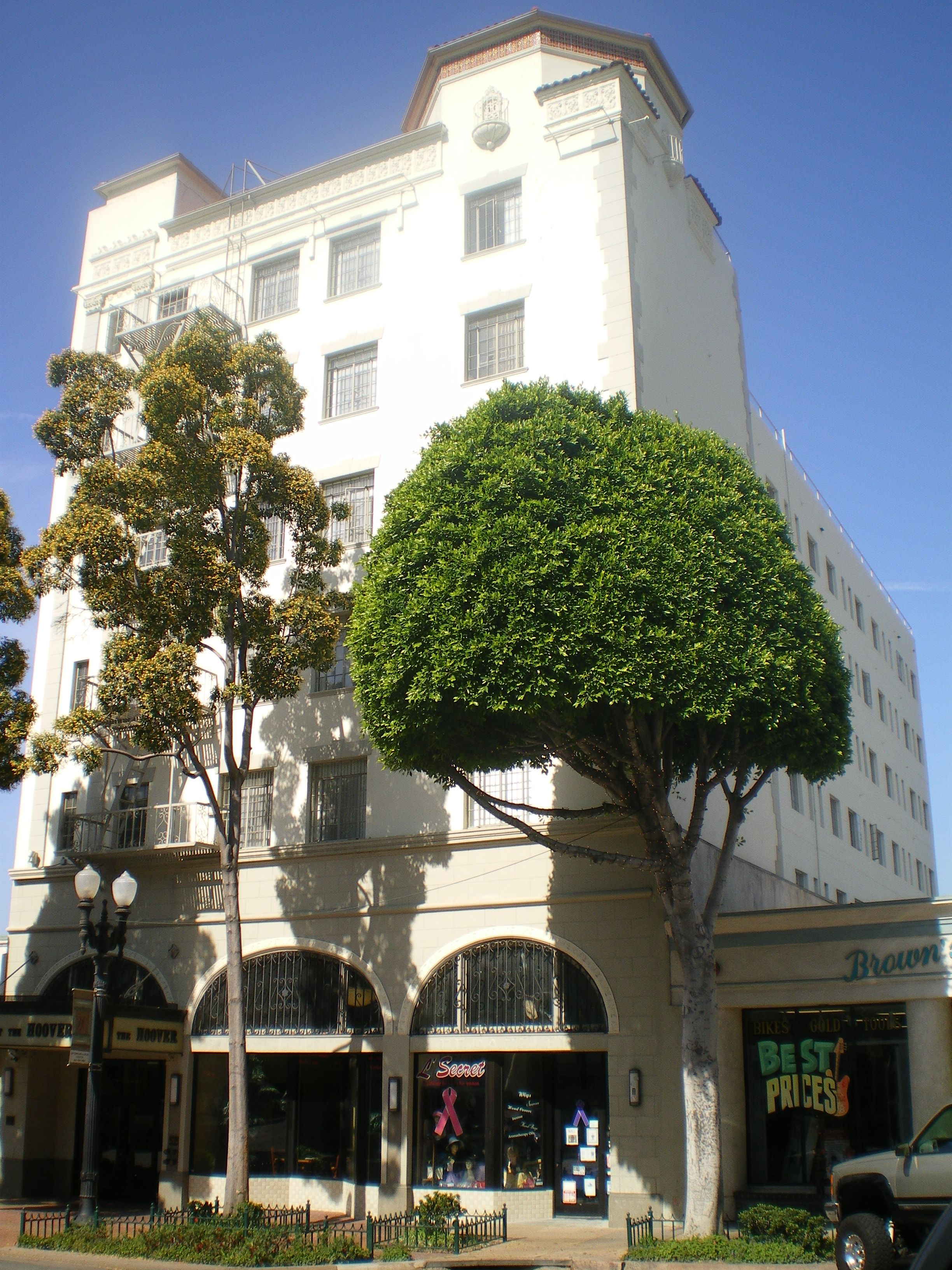
Das Hoover Hotel in Whittier hat sich seit Waits’ Kindheit kaum verändert

Tom Waits wurde in Pomona im Los Angeles County geboren und wuchs zunächst in Whittier auf, einer Stadt, die auch viele Jahre später noch typisch für das Amerika der 1950er Jahre war. Abweichend von anderen Quellen gibt Barney Hoskyns in seiner Waits-Biografie Whittier auch als Geburtsort an. Waits’ Vater Jesse Frank Waits (benannt nach Jesse und Frank James) war schottisch-irischer Abstammung und kam aus Texas. Er unterrichtete Spanisch in Pomona, Whittier, La Verne und Montebello und war Alkoholiker. Waits’ Mutter Alma, ebenfalls Lehrerin, war in Oregon aufgewachsen und streng puritanisch erzogen worden. 
Nach der Scheidung der Eltern (sein Vater hatte die Familie 1959 verlassen) zog seine Mutter mit ihm und seinen beiden Schwestern nach Chula Vista. Dort besuchte Waits die Hilltop High School.
In den letzten Jahren seiner High-School-Zeit begann Tom Waits bei Napoleone’s Pizza in National City als Geschirrspüler und Koch zu arbeiten. Er „machte gute Pizzen“, erinnerte sich sein früherer Arbeitgeber Sal Crivello. Diese Zeit bezeichnete Waits als seine glücklichste, und die Gespräche der Gäste, sagt er, dienten ihm als Inspirationsquelle für seine späteren Lieder. In der Jukebox von Napoleone’s Pizza entdeckte er die Musik von Ray Charles und James Brown. Er schwärmte für Bob Dylan, den er zeitweise imitierte, aber auch für Frank Sinatra und Cole Porter. Die Hippiebewegung der 1960er Jahre war und blieb ihm fremd, er „war ein Rebell gegen die Rebellen“, wie er 2004 sagte. In dieser Zeit brachte er sich selbst das Klavierspielen bei und schloss sich der High-School-Band The System, einer R&B-Combo, an.
Waits war fasziniert von den Vertretern der Beat Generation und deren Literatur. Er beschäftigte sich mit den Texten von Jack Kerouac, Allen Ginsberg und Delmore Schwartz; inspiriert vom Rhythmus der Beatliteratur begann er seine ersten Lieder zu schreiben. 

### Anfänge der Karriere
1969 heuerte Tom Waits als Türsteher im Heritage an, einem Club in San Diego, in dem größtenteils traditionelle Folkmusik und Bluegrass gespielt und das von dem Banjospieler Bill Nunn und dem Engländer Stewart Glennan betrieben wurde. Er wurde als jener Türsteher bekannt, der immer ein Buch unter dem Arm hatte. In dieser Zeit testete er auch sein Talent als Unterhaltungskünstler. Während seiner Arbeit begann er damit, Bruchstücke von Gesprächen, die um ihn herum stattfanden, aufzuschreiben und aus diesen Schnipseln eigene Songs zu kreieren. „Ich fand, dass in den Unterhaltungen viel Musik drin war“, bemerkte Waits in einem Interview zu dieser Angewohnheit. Dialogfetzen irgendwo zwischen Trunkenheit, Gewalt und Depression kehrten in seinen Liedern immer wieder. Im Heritage hatte Waits am 20. November 1970 seinen ersten Auftritt gegen Gage, auch wenn sein Repertoire nicht ganz in das Programm des Clubs passte – es bestand hauptsächlich aus Bob-Dylan-Titeln, gemischt mit Blues- und Country-Nummern und derben Witzen. Der erste von ihm öffentlich gespielte eigene Song war Poncho’s Lament, ein ironisierter Country-Walzer, wie er für die damalige San-Diego-Szene typisch war. Die Gage betrug 6 Dollar, als Türsteher verdiente er 8 Dollar pro Abend.
Das Talent des jungen Songwriters sprach sich rasch in San Diego herum, und bald folgten Auftritte in anderen örtlichen Clubs wie dem In the Alley, wo er im Vorprogramm von Tim Buckley sowie Sonny Terry und Brownie McGhee spielte. Doch eine größere Chance, außerhalb der dürftigen San-Diego-Szene mit ihren begrenzten Möglichkeiten bekannt zu werden, bot sich bei den Open-Mic-Hootenanny-Nächten am Montag in Doug Westons Club Troubadour in West Hollywood.

### Die 1970er Jahre

#### Closing Time

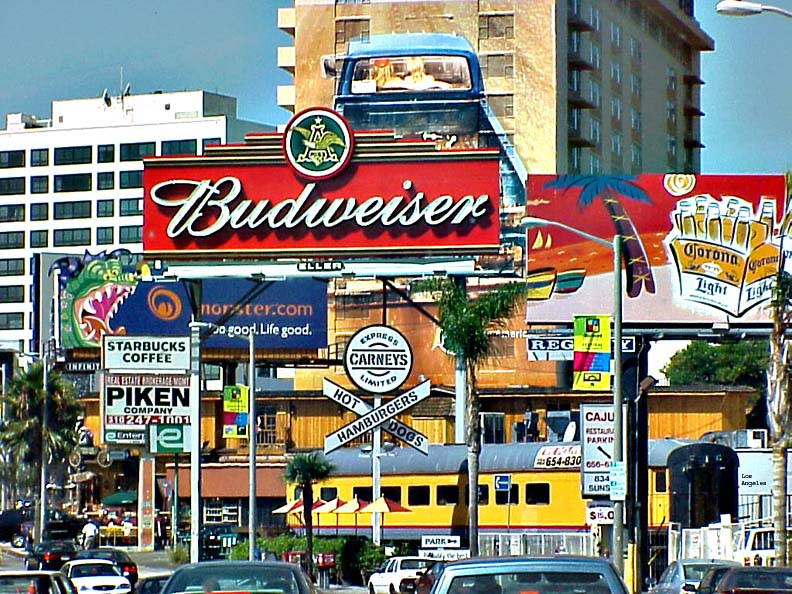
Der amerikanische Traum, verkörpert am Sunset Boulevard

Bei einem der Hootenannies hörte ihn der Manager Herb Cohen und nahm ihn unter Vertrag. Bei Cohens Label Bizarre Records waren so unkonventionelle Künstler wie Frank Zappa und Captain Beefheart, doch Waits wurde zu Beginn nur als Autor verpflichtet. Ihm gefiel die Vorstellung, für andere Sänger auf Bestellung zu schreiben und dafür ein Gehalt von 300 Dollar zu bekommen. Von seinem Manager ermutigt zog Waits 1972 nach Los Angeles und nahm die ersten Eigenkompositionen auf. Begeistert von einem Open-Stage-Auftritt und den Demoaufnahmen nahm ihn David Geffen, der Besitzer von Asylum Records, bei seinem Label unter Vertrag. Für Geffen war Waits „exakt das, was [er] bei Asylum haben wollte. Er sah nicht so aus, wie die Singer-Songwriter damals aussahen. Er hatte eine ganz eigene Stimme, seinen eigenen Stil, seine eigene Präsentation und augenscheinlich ein ganz eigenes Desinteresse an all diesen Dingen. Aber seine Songs bliesen mich weg. Ich liebte die Art, wie er sang.“
Waits entdeckte zu dieser Zeit Charles Bukowski, den Chronisten der kalifornischen Unterschicht, durch dessen wöchentliche Kolumne Notes of a Dirty Old Man in der LA Free Press als Inspirationsquelle für sich.

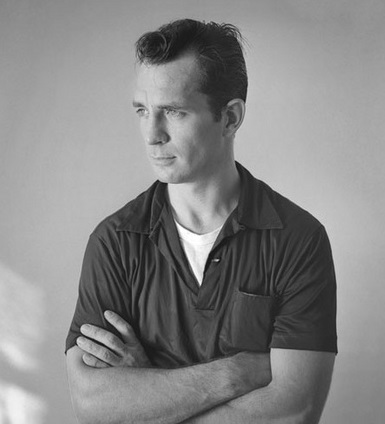
Für sein zweites Album ließ sich Waits von Jack Kerouac inspirieren (Bild um 1956)

Im Jahr 1972 nahm Tom Waits in nur zehn Tagen unter Anleitung des Produzenten Jerry Yester zusammen mit einer idealen Studioband sein erstes Studioalbum Closing Time auf. Es wurde im März 1973 veröffentlicht und hebt sich stilistisch deutlich ab von seinen späteren Platten. Die Promotiontour zur Platte mit einer eilig zusammengestellten Band kam beim Publikum anfangs gut an, auch wenn die Musik stilistisch nicht so recht in die Zeit passte. Waits zeigte sich hocherfreut, dass sein Traum, sich als Musiker zu etablieren, in greifbare Nähe gerückt war. Er freute sich auch, „weg von zu Hause zu sein und durch die amerikanische Nacht zu fahren“. Doch nach einem Auftritt bei einer Kindershow in einem Einkaufszentrum in Atlanta und ähnlich unangenehmen Erfahrungen kehrte Waits im Juni 1973 vom Tourgeschäft ernüchtert nach Los Angeles zurück. Eine weitere Desillusionierung stellte der Verkauf von Asylum an Warner Brothers für ihn dar. So war es eine Art Trostpflaster für ihn, als die ersten Musikerkollegen begannen, Lieder des jungen Songwriters für sich zu entdecken. Als eine der ersten Bands nahmen die Eagles 1974 den Song Ol’ 55 auf, Martha wurde von Lee Hazlewood und Tim Buckley gecovert.
Während seiner Tour hatte Waits mit seinem Standbassisten Ben Webb in Lowell (Massachusetts) vergeblich das Grab des 1969 verstorbenen Beatpoeten Jack Kerouac gesucht. Nicht nur die Poesie betreffend war Waits von dem Dichter beeinflusst. Er schwärmte auch für die Platte Poetry for the Beat Generation, auf der Kerouac 1959 seine Texte zur Musik des Komikers und Jazzpianisten Steve Allen gesprochen hatte. Von dieser Art Musik ließ er sich für die Songs seines zweiten Albums inspirieren.

#### The Heart of Saturday Night
Waits hatte gehofft, für Ende 1973 einen Termin fürs Tonstudio zu bekommen, doch Herb Cohen schickte ihn und Ben Webb erst einmal als Vorprogramm von Frank Zappa and the Mothers of Invention auf Tour. Die ursprünglich vorgesehene Kathy Dalton war abgesprungen, da die Zappa-Fans sie nicht akzeptierten. Waits war gezwungen, an George Dukes E-Piano zu spielen, und Webb hatte keine Erfahrung mit der ihm aufgezwungenen Bassgitarre. Schon der erste Auftritt in der Avery Fisher Hall im Lincoln Center in New York vor „viertausend vollbreiten und verärgerten Zappa-Fans […, die] Toms Balladen-Stil überhaupt nicht schätzten und uns das auch spüren ließen“ (so Bob Webb 2007), war eine echte Feuertaufe, und auf der gesamten Tour wurden die beiden wüst beschimpft und ausgepfiffen.
Von da an verwandelte er sich in das Kunstprodukt „Tom Waits“. Als ihn die LA Free Press im Januar 1974 interviewte, saß er im Duke’s, einem Coffeeshop am Santa Monica Boulevard im Schatten des Tropicana Motor Hotels. Diese heruntergekommene Herberge war in den frühen 1960er Jahren von dem Baseballspieler Sandy Koufax eröffnet worden und hatte dem Regisseur Paul Morrissey 1972 für seinen Film Andy Warhol’s Heat als Kulisse gedient. In dem Motel verkehrten jene Musiker und Künstler, die sich keine teurere Bleibe leisten konnten oder wollten. Man konnte dort zu Beginn ihrer Karrieren Jim Morrison, Sam Shepard, Alice Cooper und Warren Zevon begegnen. Das Top Trop, wie es auch gelegentlich liebevoll genannt wurde, sollte für Waits die nächsten Jahre sein Lebensmittelpunkt werden – und diese Zeit prägte sein Image als Rowdy und Trunkenbold. Er war jetzt ständig auf Achse, verfeinerte seine Bühnenshow und gab Gastspiele in Läden wie dem Ebbet’s Field in Denver. Dort lernte er Chuck E. Weiss kennen, einen Paradiesvogel in Chinchillamantel und Plateaustiefeln, der viele Bluesheroen kannte und bereits mit einigen gespielt hatte. Sie wurden Freunde und Weiss wurde eine Art Ratgeber für Waits, obwohl er sein erstes eigenes Album erst 1981 mit Waits’ Hilfe veröffentlichen konnte.
Am 23. April 1974 begannen die Aufnahmen für Waits’ zweites Studioalbum The Heart of Saturday Night in Wally Heiders Studio 3 am Cahuenga Boulevard. Maßgeblich daran beteiligt war der Produzent Bones Howe, den David Geffen vermittelt hatte und der in seiner Karriere bisher für so unterschiedliche Künstler wie The Fifth Dimension, Elvis Presley, Frank Sinatra und den Free-Jazz-Pionier Ornette Coleman gearbeitet hatte. Wie Howe kamen auch die anderen Musiker aus den Bereichen zwischen Jazz und Pop, was die Aufnahmen eindeutig in die von Waits gewünschte Richtung führte. Musiker wie Mike Melvoin am Piano und Jim Hughart am Bass bestimmten nachhaltig den Stil des Albums, das noch weniger dem damaligen Pop-Mainstream entsprach als sein erstes. Auf dem Cover des Albums ist eine Zeichnung des Sängers in seinem typischen Outfit zu sehen: zerschlissenes Sakko über schmuddeligem Hemd, um den Hals eine schlecht gebundene Krawatte und auf dem Kopf eine Schiebermütze.
Nach dem Erscheinen von The Heart of Saturday Night im Oktober 1974 ging Waits auf Betreiben seines Managers Herb Cohen widerwillig wieder mit Frank Zappa auf Tour, dieses Mal allerdings solo. Die Reaktionen des Publikums waren zwar ähnlich wie bei der ersten Tour, doch Waits hatte die Unterstützung des exzentrischen Zappa. In den Augen der Branchenkollegen hatte er dadurch gewissermaßen das „Zappa-Gütesiegel“ erhalten, was für den Verlauf seiner weiteren Karriere durchaus hilfreich war. Der Rolling Stone führte das Album 2008 in seiner Liste der 500 besten Alben aller Zeiten auf Platz 339.

#### Nighthawks at the Diner
Herb Cohen hatte mit seinen Anregungen wesentlichen Anteil daran, wie sich Waits präsentierte, und diese Hilfe benötigte der Künstler auch für seine Performance. Im März 1975 äußerte Cohen die Absicht, ein Live-Doppelalbum zu veröffentlichen. Zwar war das Format durch die Rockbands der 1970er Jahre populär geworden, aber es sollte kein weiteres Live at the Fillmore East werden; gedacht war eher an eine ideale Waits-Location, eine anrüchige Spelunke oder an einen verrauchten Nachtclub. Da kein geeignetes Lokal gefunden werden konnte – das Troubadour kam nicht in Frage –, entschied man sich, den hinteren Teil des Record Plant Studios, wo Barbra Streisand einige Stücke ihres letzten Albums aufgenommen hatte, komplett leerzuräumen und mit aufgestellten Tischen vor einem ausgewählten Publikum eine Nachtclub-Atmosphäre zu erzeugen. Die Begleitband hatte weitgehend die gleiche Besetzung wie auf The Heart of Saturday Night. Neben Mike Melvoin und Jim Hughart waren dies Pete Christlieb am Tenorsaxophon und Bill Goodwin, der zuvor bei Mose Allison getrommelt hatte und nun Jim Gordon am Schlagzeug ersetzte.
Jim Hughart erzählte: „Der Raum hatte eine angenehme Größe. Er war ausstaffiert wie ein Nachtclub: große Tische mit karierten Tischdecken, Erdnüssen, Brezeln, Wein und Bier. Wir spielten jede Nacht vier Shows und tauschten das Publikum nach jeder Show aus. Wir zogen die Sache wie in einem richtigen Nachtclub auf.“
Als Sahnehäubchen trat zu Beginn, auf Vorschlag von Herb Cohen, die Stripperin Dewanna auf, während die Band Night Train oder das Pink Panther Theme spielte.
Die inzwischen legendären Aufnahmen vom 30. und 31. Juli 1975 zu Nighthawks at the Diner waren ein einziger Triumph. „Ein scheinbar authentischer Trip in die Untiefen eines Hipster-Lebens, das dazu noch urkomisch war. Waits’ Gestus und sein Timing […] hatten Stand-up-Comedy-Qualitäten.“ Während der letzten Töne auf dem Album bedankt sich Waits bei seiner Band mit den Worten: „Sie stammen alle aus guten Familienverhältnissen. Aber über die Jahre haben sie sich ein paar unschöne Angewohnheiten zugelegt.“ So hatte er kurz zuvor sich selbst schon charakterisiert.

#### Small Change
David Geffen mochte Nighthawks at the Diner nicht. Es war ihm zu jazzig, und er hatte auf ein Westküsten-Pendant zu Bruce Springsteens Erfolgsalbum Born to Run gehofft. Die Verkaufszahlen waren enttäuschend.
Für ein einwöchiges Gastspiel in New York City stellte Bill Goodwin auf Drängen von Herb Cohen ein Jazz-Trio mit dem Saxophonisten Al Cohn zusammen, mit dem sich Waits auf Anhieb gut verstand. Doch die Auftritte im Reno Sweeney’s waren ein Alptraum. Waits trank zu viel, sah krank aus, war dünnhäutig und misanthropisch. Auch die folgende Tour im Vorprogramm von Bonnie Raitt tat seinen Trinkgewohnheiten nicht gut.
Im März 1976 stellte sich Waits ein Trio mit den New Yorker Musikern Frank Vicari (Tenorsaxophon), Chip White (Schlagzeug) und Fitzgerald Huntington Jenkins III (Bass), der gerade sein Medizinstudium abgeschlossen hatte, zusammen. Unter anderem spielte diese Besetzung als Vorband für Charles Bukowski in Pittsburgh. Im Laufe der Tour ging es Waits immer schlechter. Ein entscheidender Moment für seine zunehmende Abneigung gegen die amerikanische Rockmusik war ein völlig verpatztes Konzert in New Orleans in Verbindung mit der Rolling Thunder Revue. „Mich hat man nicht einmal gefragt. Noch bevor ich wusste, wie mir geschah, spielte der beschissene Roger McGuinn da oben Gitarre und Joan Baez und Kinky Friedman sangen. Als ich schließlich auf die Bühne kam, war das Publikum vollkommen neben der Kappe. […] So einen Scheiß kann ich nicht gebrauchen, schließlich war das meine Show.“
Herb Cohen organisierte Waits’ ersten Europa-Trip mit Vicari, White und „Fizz“. In London traf er eine Reihe von Musikjournalisten, doch der Londoner Musikgeschmack jener Zeit mit dem aufkommenden Punk war nicht gerade passend für die Musik von Tom Waits, und so lernten diese vor allem die reizbare Seite des Künstlers kennen. Doch London war auch der Ort, an dem Waits wieder einen kreativen Schub bekam. In seinem Hotelzimmer schrieb er in kürzester Zeit die elf Lieder für sein Album Small Change, das endgültig den finanziellen Durchbruch bringen sollte. Ein kurzer Abstecher nach Kopenhagen brachte ihm die Inspiration für einen seiner bekanntesten Songs, Tom Traubert’s Blues, in dem er die „inoffizielle Nationalhymne“ Australiens, das Lied Waltzing Matilda, mit verarbeitete. Bei seinen Konzerten spielt er diesen Song häufig als Schlussnummer.
Die Aufnahmen entstanden innerhalb von fünf Studiotagen zwischen dem 15. und 30. Juli 1976. Bones Howe schlug als Schlagzeuger den 30 Jahre älteren Veteranen des Bebop und West-Coast-Jazz, Shelly Manne, vor. Manne fand Waits auf Anhieb sympathisch und seine Gegenwart wirkte sich positiv auf die Stimmung im Studio aus. Nach der ersten Session fragte er die anderen Musiker: „Wer ist dieser Typ? Er ist der älteste junge Kerl, oder der jüngste Alte, den ich jemals getroffen habe.“ Waits’ Stimme hatte sich verändert und war ab da so rau und kratzig, wie sie bis heute für ihn so typisch ist. Auch in seinem Klavierstil hatte er Sicherheit gefunden und er spielte selbst anstelle von Mike Melvoin. Das Album wurde von den Kritikern gelobt und erreichte als erstes seiner Alben die Billboard 200.
Es folgte eine dreimonatige Tour, deren Höhepunkt eine Homecoming-Show in San Diego war. Um Waits’ Heimweh und Depressionen entgegenzuwirken, organisierte der Promoter von Asylum, Fred Toedtmann, erstmals in Cleveland den Überraschungsauftritt einer Stripperin während des Intros der Band zu Pasties and a G-String. Da sich Waits riesig darüber gefreut hatte, sorgte der Roadmanager John Forscha dafür, dass künftig bei dem Song bei jeder Show, sofern möglich, eine Stripperin auf die Bühne kam.
Durch den Erfolg von Small Change wurde Waits immer interessanter für Musikzeitschriften und Talkshows und er entwickelte fast eine Paranoia im Zusammenhang mit Interviews, denn er fürchtete, dass Lügen über ihn veröffentlicht werden könnten. „Bei einem Interview […] sprach er aus Angst, er könnte falsch zitiert werden, alles auf ein Tonbandgerät – und kündigte im gleichen Atemzug an, er werde dem Reporter von Zeit zu Zeit bewusst die Unwahrheit erzählen,“ schreibt Cath Carroll in ihrer Tom-Waits-Biografie über dessen Eigenheit.
Er verlor sich immer mehr in seiner Rolle als „Tom Waits“ und die Grenze zwischen der Person und dem Kunstprodukt begann allmählich zu verwischen, auch wenn er kein Original-Beatnik aus den 1950er Jahren war. Rückblickend argumentierte er, dass er dies tat, „um zu überleben“. Er wurde zu einer „Figur in [seiner] eigenen Geschichte“. Sein Alkoholkonsum nahm dabei so sehr zu, dass er schließlich die Notbremse ziehen musste. „Ich fing an mich zu ermahnen, den Scheiß endlich sein zu lassen“, meinte er später dazu in einem Interview. Musikalisch hatte er die Gefahren des Trinkens mit Bad Liver and a Broken Heart auf der Platte Small Change thematisiert. In diesem Stück versuchte Waits, den Mythos des echten amerikanischen Trinkers und Musikers zu zerstören.

#### Foreign Affairs
1977 ging Waits auf seine erste erfolgreiche Japan-Tour. Zurück im Tropicana wurde er zunehmend das Zugpferd des Hotels, wo sich in dieser Zeit nicht nur diverse Punk- und Rockabilly-Bands einmieteten, sondern auch Künstler wie Elvis Costello und Blondie. Den auch in Amerika aufkommenden Punk betrachtete Waits als Frischzellenkur für das Musikgeschäft und er hieß ihn mit offenen Armen willkommen. Die Hipster von Mink DeVille, die er im CBGB kennenlernte, wiesen mit ihrem Musik- und Kleidungsstil eindeutige Parallelen zu seinen eigenen Vorlieben auf.
Sein nächstes Album Foreign Affairs wurde thematisch durch den Film noir beeinflusst. Für die aufwendigen Orchesterarrangements verpflichtete Bones Howe diesmal Bob Alcivar, der sich Waits durch seine Arbeit für Lord Buckley empfahl. Die Aufnahmen begannen am 26. Juli 1977 und gestalteten sich schwierig und zogen sich bis zum 16. August hin. Die Fertigstellung des Albums sollte noch einmal mehrere Wochen in Anspruch nehmen. Viele Tracks wurden mehrmals aufgenommen, da Waits mit dem Ergebnis selten zufrieden war und ihn der massive Orchestereinsatz in Selbstzweifel stürzte. I Never Talk to Strangers schrieb er für Bette Midler, mit der er zu dieser Zeit liiert war und die bei dem Titel auch im Duett mit ihm zu hören ist. Das monochrome Cover des Albums ist unmissverständlich durch den Film noir geprägt, der Fotograf war Hollywoods Porträt-Veteran George Hurrell.
Als die Verantwortlichen bei der Plattenfirma Elektra die Bänder von Foreign Affairs zum ersten Mal in fertig produziertem Zustand gehört hatten, hatte keiner eine Ahnung, wie die Musik zu vermarkten wäre. Niemand bemühte sich mehr, Waits besonders zu unterstützen, trotzdem erreichte das Album # 113 und blieb 8 Wochen in den Billboard-Charts.
Über Chuck E. Weiss lernte Waits Rickie Lee Jones kennen. Nachdem er die Sängerin mit ihren Songs gehört hatte, die den seinen thematisch ähnelten, war es um ihn geschehen. Zwischen den beiden entflammte eine schnelle und heftige Beziehung. Wenn sie als Trio Partys sprengten und betrunken Arm in Arm durch Hollywood torkelten, schien es, als wollten sie die berühmte Ménage a trois zwischen Jack Kerouac und Neal und Carolyn Cassady nachspielen. Nach Jones’ musikalischem Erfolg mit dem Hit Chuck E’s in Love, bei dem es unverkennbar um Weiss ging, wurde ihre Beziehung allerdings immer schwieriger und sie trennten sich.
1978 schnupperte Waits erstmals Filmluft. Regisseur und Hauptdarsteller Sylvester Stallone engagierte ihn für den Film Vorhof zum Paradies in der Rolle des verwahrlosten Kneipenpianisten „Mumbles“ für einen Kurzauftritt. Außerdem schrieb Waits zwei Songs für den Soundtrack des Films, der allerdings floppte und von der Kritik verrissen wurde.
Auf einer zweiten Japan-Tour experimentierte Waits auf der Bühne, indem er verstärkt Requisiten einsetzte, wie etwa eine Straßenlaterne bei seinem Crooning. Er beschäftigte sich nun mehr und mehr mit den Bereichen Film, Musical und der Schriftstellerei. Ein erster Imagewechsel zeichnete sich ab, als Waits sich ein kleines Zimmer am Sunset Boulevard bei Van Ness mietete. 1979 zog er endgültig aus dem Tropicana aus. Noch deutlicher zeigte sich die Veränderung allerdings im Stil seines folgenden Albums.

#### Blue Valentine
Die Aufnahmen zu Blue Valentine begannen am 24. Juli 1978. Als Letzter der alten Garde von Musikern war Jim Hughart dabei, denn Waits wollte schwarze Musiker und versuchte sich zur Überraschung aller Beteiligten an der E-Gitarre. Waits hatte sich zuvor ausgiebig mit der Musik aus New Orleans beschäftigt und sich von Musikern wie Dr. John und Allen Toussaint inspirieren lassen. Nachdem er erfahren hatte, dass mehrere Musiker der „zweiten Garde“ aus New Orleans inzwischen in Los Angeles lebten, engagierte er unter anderem Alvin „Shine“ Robinson an der Gitarre, Herb Hardesty am Tenorsaxofon und Harold Battiste an den Keyboards. Auch George Duke kam mit seinem E-Piano dazu, an das Waits schlechte Erinnerungen hatte aus den Zeiten seiner Tour mit Frank Zappa. Wegen Schwierigkeiten mit der Gewerkschaft nannte sich Duke allerdings auf dem Plattencover Da Willie Gonga.
Mit der neuen musikalischen Ausrichtung am Blues wurden Waits’ Texte straffer und fokussierter. Er wollte nun realistischere, zeitgenössische Geschichten erzählen und tödliche Gewalt wurde für ihn in seinen Texten zum unumgänglichen Thema. Auch wenn Blue Valentine stark am elektrischen Blues orientiert ist, befinden sich mit Kentucky Avenue und Somewhere aus der West Side Story, welches das Album eröffnet, dennoch zwei Titel mit großem Streichersatz auf der Platte.

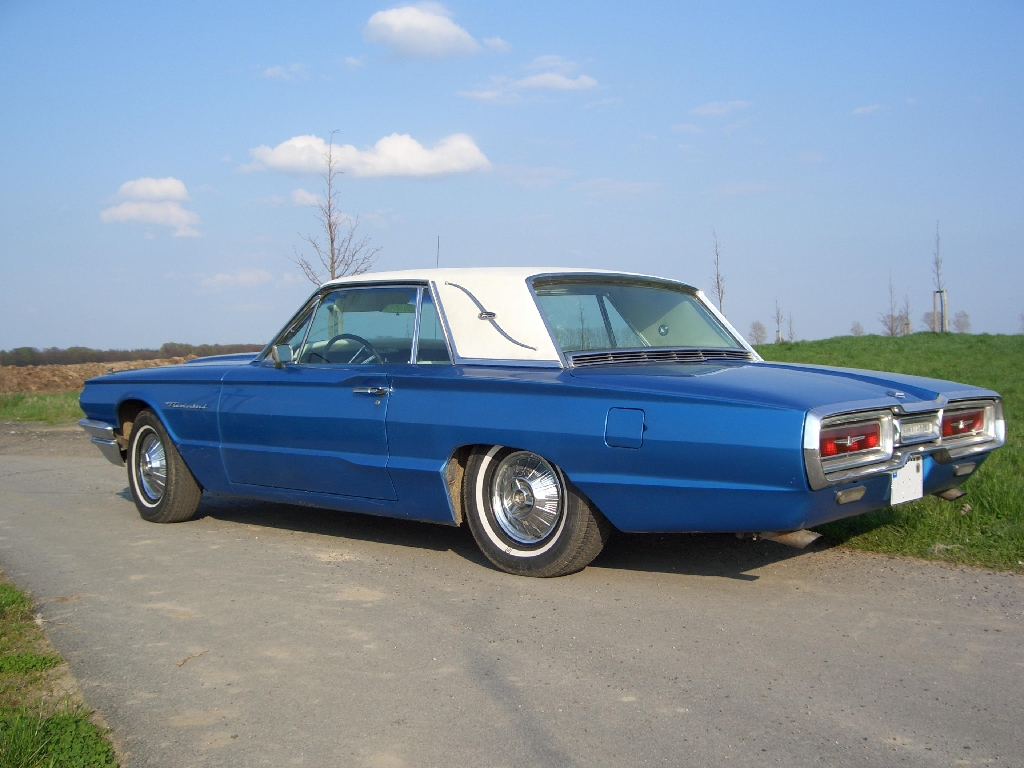
1964er Ford Thunderbird

Als Kulisse für das Foto-Shooting zum Cover wurde eine 24-Stunden-Tankstelle gewählt. Waits presst die mit einer knallroten Jacke aufgestylte Rickie Lee Jones gegen einen mit einer Speziallackierung versehenen 1964er Ford Thunderbird, den er sich anstelle seines geliebten alten schwarzen Cadillacs angeschafft hatte. Im Hintergrund ist Chuck E. Weiss zu sehen. Eine komplette Tankstelle inklusive Reifenstapel und Zapfsäule ließ Waits auch für die Bühnenshow der folgenden Tour, die immer mehr einer kleinen Broadway-Aufführung ähnelte, nachbauen.
Barney Hoskyns schreibt: „Nach der letzten Aufnahmesession am 26. August hatte Waits endlich das Gefühl, sein eigenes Klischee [als Alkoholiker] zur ewigen Ruhe gebettet zu haben.“
Um sich endgültig von seinem Alkoholproblem zu lösen, zog Waits zum Jahreswechsel 1980 für kurze Zeit nach New York. Kaum war er dort angekommen, trat Francis Ford Coppola an ihn heran, um ihn für den Soundtrack seines Films Einer mit Herz (One from the Heart) zu gewinnen. Für Waits war dies ein willkommener Anlass, von der kalten Ost- wieder zurück an die Westküste zu ziehen. Musikalisch war der Soundtrack zwar ein Rückschritt in ein Genre, das er eigentlich hinter sich lassen wollte, aber zum ersten Mal durfte sich der Songwriter fühlen wie ein Auftragsschreiber der Tin Pan Alley, wie er es sich schon zu Beginn seiner Karriere erträumt hatte.
Bei der Arbeit in seinem Büro lernte Waits Kathleen Brennan kennen, die als Script-Assistentin für Coppola arbeitete, er verliebte sich auf der Stelle in sie. Die beiden heirateten am 10. August 1980 und sind bis heute auch künstlerisch Partner. Sie heirateten in der 24-Stunden-Always Forever Yours Wedding Chapel in Watts – nach einem kurzen mitternächtlichen Anruf bei Reverend Donald W. Washington, dem Pastor der Kirche. Brennan wurde die Stütze, die der Künstler immer gesucht hatte, und nach einem Umzug an die ruhigere Union Avenue, die weit genug von seinem früheren Leben entfernt war, verlief Waits’ Leben nun in geordneten Bahnen. 1983 wurde sein erstes Kind Kellesimone geboren, zwei Jahre später folgte Sohn Casey Xavier und 1993 Sohn Sullivan. Sein Sohn Casey Xavier Waits begleitet ihn inzwischen auf Konzerten mit Perkussion und den Turntables und ist zudem als Musiker auf den Alben Orphans und Real Gone zu finden. Auch Sullivan Waits war bei einem Stück auf Orphans beteiligt.

### Die 1980er Jahre

#### Heartattack And Vine
Da ihm die Arbeit an Einer mit Herz nicht zügig genug voranging, zog Waits vorübergehend aus seinem Büro aus und schrieb nicht nur die Songs für das folgende Album Heartattack And Vine innerhalb kurzer Zeit, sondern nahm es auch gleich im Anschluss auf. Schon bei den ersten Akkorden wird klar, dass er nicht mehr nach dem Heart of Saturday Night suchte. „Die Instrumentierung war purer South-Side-Minimalismus: In dem rohen Gitarrensound verband sich Howlin’ Wolfs Mann an der Gitarre, Willie Johnson, mit einem durchgeknallten Keith Richards, die Basstöne hart und kurz, die Snare brutal scheppernd.“ – „Auf keinem anderen Album erscheint Waits’ musikalische Persönlichkeit so schizophren wie auf Heartattack And Vine.“ Das Album enthält unter anderem das Stück Jersey Girl, eine Ballade, in der Waits ganz unerwartet einfach einen „Sha-la-la-Refrain“ singt, und die später auch Springsteen in sein Repertoire aufnehmen sollte. Eine Rolle spielte sicherlich, dass Kathleen Brennan als Teenager eine Zeit lang in Morristown (New Jersey) gelebt hatte.
Auf dem Albumcover, das einem verdreckten Zeitungsblatt nachempfunden ist, findet sich rechts oben hinter einer falschen Manhattaner Telefonnummer der Name David „Doc“ Feuer. Es ist der Name des Psychiaters, den Waits während seines kurzen Aufenthaltes in New York mehrere Male aufgesucht hatte.

#### Swordfishtrombones
Mit Swordfishtrombones veröffentlichte Waits 1983 das erste Album, das er nicht nur selbst geschrieben, sondern auch (gemeinsam mit Kathleen Brennan, auch wenn sie nicht auf dem Cover genannt wurde) produziert hatte. Der Sound des fertigen Albums sorgte für Entsetzen bei den Verantwortlichen seiner bisherigen Plattenfirma Asylum Records, und sie setzten ihn vor die Tür. Als jedoch Chris Blackwell, der Besitzer von Island Records (er erkannte Swordfishtrombones als „Geniestreich [und] total originär“) davon hörte, bot er Waits umgehend einen Vertrag an. Außerdem trennte sich Waits mit Brennans Unterstützung im Streit um finanzielle Dinge von seinem langjährigen Manager Herb Cohen. Damit hatte Waits das letzte Verbindungsglied zu seinem bisherigen Leben gekappt.
Swordfishtrombones ist aber vor allem ein Wendepunkt in seinem musikalischen Schaffen: Er entfernte sich weiter von konventionellen Arrangements und forcierte den Einsatz von Geräuschen. Deutlich sind Einflüsse von Captain Beefheart zu bemerken, ebenso von Harry Partch, einem exzentrischen Komponisten, Erfinder skurriler Instrumente und eines 43-Ton-Notensystems, der seine letzten Lebensjahre in San Diego verbrachte. Weitere wichtige Ideengeber für den Klang des Albums waren Victor Feldman und Francis Thumm. Waits setzt nun in seinen Liedern nicht mehr auf Gitarrenakkorde oder Klavierharmonien, sondern auf Dampfmaschinen, Hämmer, Schrottmaterialien und Marimbas. Der bewusste Einsatz von Lärm und Geräuschen wurde mehr und mehr zu einem wichtigen Bestandteil seiner Platten. Die Musik stellt seitdem oft eine klangliche Kulisse für seinen Gesang dar, der von exotischen Rhythmen und Klängen begleitet wird. Waits sagte über die neuen Songs, er habe die Musik und die Arrangements ganz auf die Eigenheiten des jeweiligen Stücks hin zugeschnitten. Vorher hätten zwar alle seine Songs eine individuelle Stimme gehabt, die Kleidung sei aber immer die gleiche gewesen. Das Cover des Albums wurde von dem deutsch-amerikanischen Fotokünstler Michael A. Russ gestaltet und zeigt Tom sowie die Schauspieler Lee Kolima und Angelo Rossitto.

#### Beginn der Filmkarriere
1981 spielte er bereits in Wolfen eine kurze Rolle. 1983 verpflichtete Coppola Waits gleich für mehrere Filme. In Rumble Fish, einem Film über Teenager-Gewalt in einer Kleinstadt im Mittleren Westen, spielt er den Selbstgespräche führenden Diner-Besitzer Tom Benny. Den Text für diese Rolle schrieb sich Waits dabei selbst auf den Leib. Außerdem wirkte er in Die Outsider mit, und in dem mit großem Budget gedrehten Cotton Club spielte er den Manager Irving Stark.

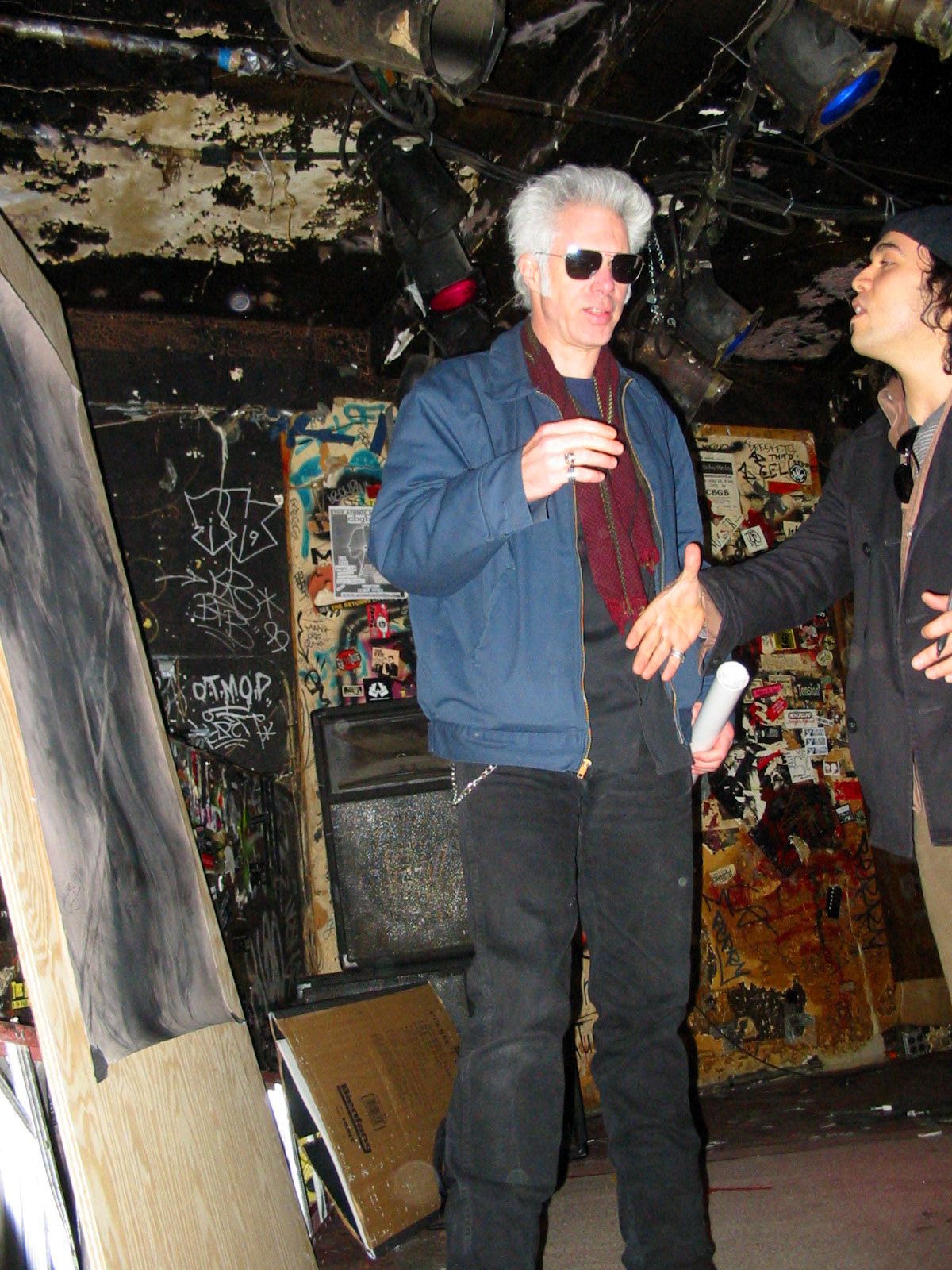
Jim Jarmusch 2003 im CBGB, New York

1984 zog Waits endgültig mit seiner Familie nach New York in das Viertel Little Spain. Ein wichtiger Grund war die Arbeit an seinem Musical Frank’s Wild Years, das er als Off-Broadway-Produktion herausbringen wollte. Bald schloss er Freundschaft mit John Lurie, dem Kopf der Avantgarde-Jazzband The Lounge Lizards. Mit Lurie teilte er sich einen Proberaum in der Künstlerkommune Westbeth. Lurie führte Waits in die Kunstszene des Greenwich Village mit Andy Warhol und Jean-Michel Basquiat ein. Waits traf dort auch Jim Jarmusch, mit dem er sich ebenfalls sehr schnell anfreundete. Gemeinsam mit Jarmusch und Lurie schrieb Waits das Drehbuch zu Down by Law. In seiner ersten Hauptrolle spielte er dabei den Radio-DJ Zack, der mit Roberto Benigni und Lurie aus dem Gefängnis ausbricht. Auf Down by Law folgten noch weitere Projekte mit Jarmusch. Unter anderem spielte er mit Iggy Pop in einer Episode von Coffee and Cigarettes, in der die beiden darüber sinnieren, wie Kaffee und Zigaretten sich wechselseitig bedingen, und die schlechte Auswahl in der Jukebox bemängeln.
Hal Willner begann 1981, ungewöhnliche Tributealben zu produzieren. Die ersten beiden Projekte waren Nino Rota und Thelonious Monk gewidmet. Für sein Album mit Werken von Kurt Weill gewann er Waits, der sich schon davor ausgiebig mit der Musik des deutschen Komponisten befasst hatte und auf dem Album Lost in the Stars mit seiner Adaption von What Keeps Mankind Alive aus der Dreigroschenoper vertreten ist. 1988 steuerte Waits auch einen Song zum Disney-Tributealbum Stay Awake bei. Es handelte sich um seine Interpretation von Heigh Ho, dem Lied der Zwerge aus Schneewittchen.
Daneben arbeitete Waits weiter an den Kompositionen für sein Musical. In einem zweimonatigen Schreibrausch komponierte er 1984 außerdem die Musik für ein neues Album, das ursprünglich den Titel Evening Train Wrecks erhalten sollte.

#### Rain Dogs
Rain Dogs, wie der endgültige Titel des Albums lautete, sind „Hobos, Prostituierte, Menschen in Not, diese düstere Menagerie, die ich erschaffe, um mich zu motivieren“. Das Cover zeigt Rose und Lily aus dem Buch Café Lehmitz des schwedischen Fotografen Anders Petersen über die Reeperbahn. Waits scherzte darüber, es handle sich um ihn „und Liza Minnelli, nachdem sie aus der Betty-Ford-Klinik entlassen wurde“.
Bei den zweieinhalb Monate dauernden Aufnahmesessions waren Musiker wie der Tenorsaxofonist Ralph Carney, Marc Ribot und Michael Blair an der Marimba und den Percussions beteiligt. Dass Keith Richards sich zur Mitarbeit bereitfinden könnte, war eher im Scherz angedacht gewesen. Doch da man nichts zu verlieren hatte, wenn man ihn anrief, und Waits schon von jeher einen Narren an den Rolling Stones gefressen hatte, war die Überraschung umso größer, als der Gitarrist dann tatsächlich im Studio erschien und bei mehreren Songs mitwirkte.
Das Album ist weitaus rhythmischer als Swordfishtrombones und Waits entwickelte sich immer mehr zum Technikfeind. An die Stelle des Pianos tritt nun häufig das Harmonium, statt auf das Schlagzeug hämmert Michael Blair auf alte Möbelstücke ein oder lässt Türen knallen und gelegentlich ist das Jaulen einer Singenden Säge zu vernehmen.
Mit Hang Down Your Head enthält das Album die erste veröffentlichte Waits/Brennan-Komposition. Für Barney Hoskyns ist das Album ein „Meilenstein der Achtziger“. Der Rolling Stone führte das Album 2008 in seiner Liste der 500 besten Alben aller Zeiten auf Platz 397.

#### Frank’s Wild Years
1985 wählte der Rolling Stone Waits zum Songwriter des Jahres, doch dieser wollte mehr sein als ein Songwriter – er dachte an Roman, Film und Oper. Als David Letterman Waits im Februar 1986 in seiner Show fragte, worum es in dessen neuem Stück gehe, erklärte der in seiner gewohnt ironischen Art, es sei eine Art Kreuzung aus dem Roman Die Liebesmaschine von Jacqueline Susann und dem Neuen Testament. Doch es gelang Waits nicht, sein Stück Frank’s Wild Years wie geplant in der New Yorker Theaterszene unterzubringen. Aufgeführt wurde das Musical ab dem 22. Juni 1986 für drei Monate am Briar St. Theatre in Chicago durch die Steppenwolf Theatre Company, die Sprungbrett war für so berühmte Namen wie John Malkovich, Joan Allen oder Laurie Metcalf. Auch Waits wirkte als Frank im Ensemble mit. In einem Interview gestand er ein, dass er erst lernen musste, „sich so aufrichtig wie möglich zu verhalten“, um als Schauspieler bestehen zu können. Der Protagonist Frank ist ein gescheiterter Akkordeonspieler, der zum ersten Mal auf dem Album Swordfishtrombones aufgetaucht war und von Waits’ Vater inspiriert wurde.
Viele Dialoge des Stücks stammen von Kathleen Brennan. Die mitwirkenden Musiker waren nahezu identisch mit denen auf Rain Dogs, mit Ausnahme von Ribot, der New York nicht verlassen wollte. Am Akkordeon und verschiedenen Tasteninstrumenten wirkte der Juilliard-School-Absolvent Bill Schimmel mit, der Waits schon in der Letterman-Show begleitet hatte und von Steppenwolf direkt angesprochen worden war. Waits forderte die Musiker auf, Fehler einzubauen, damit die Musik durch die allabendliche Wiederholung nicht stagnierte. Die Kritiken waren wohlwollend, aber nicht euphorisch.
Direkt an das Ende der Spielzeit wurden die Plattenaufnahmen angesetzt. Die Songs wurden allerdings stark verändert und es gibt keine Veröffentlichung der Originalfassung des Stücks. Waits verlangte, dass die Musiker immer wieder ihre Instrumente tauschten, ohne Rücksicht darauf, ob sie sie wirklich beherrschten. Der Einfluss von Brecht/Weill ist deutlich zu spüren. Auf dem Album setzte Waits erstmals zur Verstärkung seines Gesangs ein Megafon ein, wie er es bis heute immer noch bei Liveauftritten benutzt. Das Album trägt den Untertitel Un Operachi Romantico in two Acts, ein Wortspiel aus Oper und Mariachi – wobei in diesem Fall David Hidalgo von der Band Los Lobos aus East L.A. das mexikanische Element beisteuerte.
Es folgte eine Tour, während der die Aufnahmen zum 1988 veröffentlichten Film und Live-Album Big Time stattfanden. Der Film ist eine Mischung aus Konzert und Spielszenen, die die Träume eines Platzanweisers von einer eigenen Karriere im Theater zeigen. Das Album enthält bis auf Falling Down ausnahmslos altbekannte Titel. Erst 1992 sollte Waits mit dem Soundtrack des Films Night on Earth wieder ein eigenes Album veröffentlichen, ansonsten widmete er sich in diesen Jahren Film und Theater.
Nachdem mit dem Platzen der Träume eines Off-Broadway-Stückes einer der Gründe für den Umzug nach New York weggefallen war, zog es die Familie wieder ins heimatliche Los Angeles. Die Stadt hätte ihm ein Tourette-Syndrom eingebracht, scherzte er. „Mitten auf der Eighth Avenue schrie ich plötzlich Obszönitäten heraus.“

#### Prozesse gegen Urheberrechtsverletzungen
Ab September 1988 bewarb die Firma Frito-Lay ihre Mais-Chips SalsaRio Doritos mit Waits’ Song Step Right Up, bei dem der Sänger Stephen Carter Waits’ Stimme imitierte. Waits hatte zwar 1981 schon mal Werbung für Hundefutter gemacht, aber danach immer wieder bekundet, dass er inzwischen generell gegen die Verwendung künstlerischer Erzeugnisse für kommerzielle Zwecke war. Eigentlich verspottet der Song Step Right Up das marktschreierische Verkaufsgebaren der Amerikaner, aber das war der Firma wohl entgangen. Nachdem Waits zuerst tagelang in seinem gesamten Freundeskreis herumtelefoniert hatte, um klarzustellen, dass es sich bei dem Sänger des Werbespots nicht um ihn handelte, verklagte er im November 1988 die Firmen Frito-Lay und Tracy-Locke. Die Klage kam im April 1990 in Los Angeles vor Gericht, und in dem Urteil wurden dem Komponisten nach einem Widerspruch der Verteidiger 2,6 Mio. $ zugesprochen. Dies war mehr, als er bis dahin mit dem Verkauf sämtlicher Alben verdient hatte. In einem weiteren Prozess verklagte er seinen früheren Manager Herb Cohen, da dieser Heartattack and Vine in einer Version von Screamin’ Jay Hawkins an die Jeansfirma Levi’s lizenziert hatte. Außerdem verklagte er Cohen, weil dieser gegen seinen Wunsch eine Kompilation mit alten Demoaufnahmen von 1971 herausbringen wollte. Das Album kam dennoch 1991 unter dem Titel The Early Years bei Edsel Records heraus. Da Waits sich inzwischen konsequent gegen die Kommerzialisierung seiner Musik wehrte, ging er später beispielsweise auch gegen einige Autohersteller vor. Im Mai 2001 reichte er zusammen mit Randy Newman und den Geschwistern Nancy und Ann Wilson von Heart in Los Angeles auch eine Urheberrechtsklage gegen MP3.com ein.

#### Theaterarbeit mit Robert Wilson

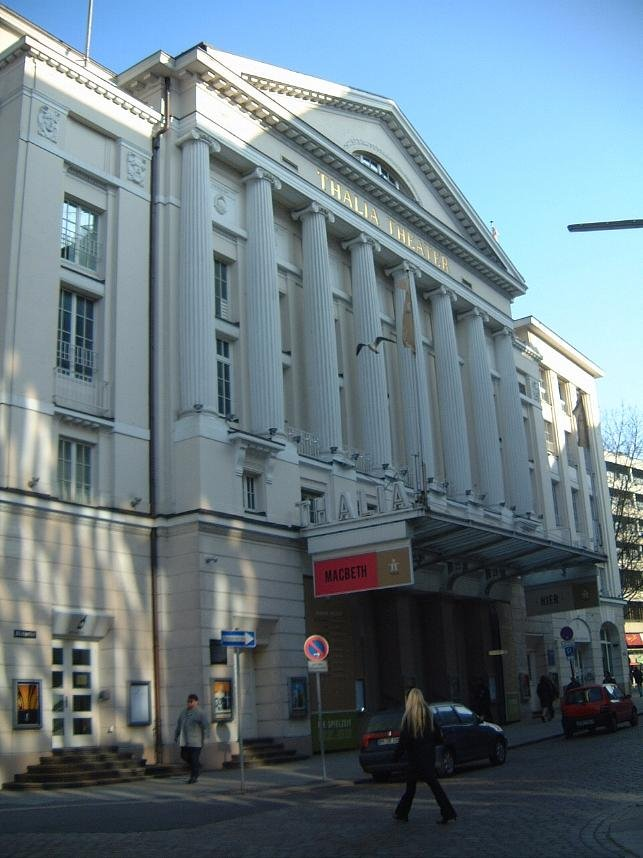
Thalia Theater in Hamburg

Ab Ende der 1980er Jahre widmete sich Waits verstärkt dem Theater. 1989 wirkte er nicht nur bei der Weltpremiere des Stückes Demon Wine von Thomas Babe in Los Angeles mit, er begann auch eine Zusammenarbeit mit Robert Wilson. Wilson war bei seiner Arbeit in Deutschland auf den Sagenstoff gestoßen, den Carl Maria von Weber zu seiner Oper Der Freischütz verarbeitet hatte. Seine Version der Geschichte vom Teufelspakt des Jägersburschen inszenierte er unter dem Titel The Black Rider: The Casting of the Magic Bullets am Hamburger Thalia Theater. Ab Mai 1989 verbrachte Waits mehrere Wochen mit Greg Cohen in Hamburg und komponierte in Gerd Besslers Music Factory Studio die Musik für die Oper. Das Libretto schrieb William S. Burroughs, der auf eigene Erfahrungen zurückgreifen konnte, da er einst versehentlich seine Ehefrau erschossen hatte. Als Dramaturg wirkte Wolfgang Wiens.
Waits’ Musik basierte diesmal voll und ganz auf dem organischen Sound eines Theaterorchesters und verzichtete nahezu vollständig auf Perkussion. Das Album zum Stück erschien 1993.
Trotz ihrer unterschiedlichen Art verstanden sich Waits und Wilson von Anfang an sehr gut und Waits sagte Jahre später über den Avantgarde-Regisseur: „Es gibt niemanden, der mich so stark als Künstler beeinflusst hat.“
Anfang der 1990er Jahre nahm Waits unermüdlich die unterschiedlichsten Filmrollen an. Für viele ist der Trinker Earl Piggot in Robert Altmans Episodenfilm Short Cuts seine beste Darstellung. Für Altman ist „Tom […] einzigartig, eine ganz eigene Persönlichkeit. Er ist völlig verquer, aber auf eine gute Art und Weise.“
Eine weitere Zusammenarbeit mit Wilson, ebenfalls am Thalia Theater, war Ende 1992 die Aufführung von Alice. Das Stück verarbeitet das Buch Alice im Wunderland und die reale Beziehung zwischen dessen Autor Lewis Carroll und Alice Liddell. Musikalisch steuerte Waits nicht nur seine Musik bei, sondern auch eine Anzahl experimenteller Musikinstrumente, die eine Gruppe von Künstlern aus der San Francisco Bay Area entworfen und gebaut hatte. Die Premiere des Stücks, das allerdings bei weitem nicht so erfolgreich war wie The Black Rider, fand am 19. Dezember 1992 statt.
Im Jahr 2000 kam es erneut zu einer Zusammenarbeit mit Wilson, der Waits um die Musik zu seiner Adaption von Georg Büchners Woyzeck bat. Das Werk feierte am Betty Nansen Theater in Kopenhagen Premiere.
2002 veröffentlichte Waits die Musik von Alice und Woyzeck jeweils in überarbeiteter Form als Album. Die beiden Alben wurden nicht nur zeitgleich veröffentlicht, auch die Aufnahmen fanden zur gleichen Zeit mit denselben Musikern statt. Zwei ungewöhnliche Perkussionisten waren dabei vertreten: zum einen ist auf einigen Stücken Stewart Copeland zu hören, zum anderen spielte zum ersten Mal Waits’ Sohn Casey auf dem Track Knife Chase mit. Anstelle des Titels Woyzeck wählte man allerdings Blood Money, da das Stück in den Vereinigten Staaten nicht die gleiche Popularität genießt wie in Europa. Die beiden Alben erreichten Platz 32 und 33 in den Billboard-Top-200.

### Von den 1990er Jahren bis zur Gegenwart

#### Bone Machine
Anfang der 1990er Jahre zog die Familie Waits/Brennan in das Anwesen um, das sie noch heute bewohnt. Journalisten werden nicht in seine Nähe gelassen. Als ihn ein Journalist nach seinem Wohnort fragte, entgegnete Waits provozierend: „Sind Sie Polizist? Oder vom Amt für Volkszählung? Handelt es sich hier um eine eidesstattliche Aussage? Machen Sie in Immobilien? Ich sage nichts mehr!“
Nach dem Soundtrack-Album zu Night on Earth und zwischen den diversen Verpflichtungen bei Film und Theater fand Waits im August 1992 die Zeit, nach mehreren Jahren wieder ein reguläres Album einzuspielen. Bone Machine ist geprägt von Blues und Gospel und „Es geht wirklich um nichts anderes als Knochen, Friedhöfe und vergossenes Blut.“ Ein wichtiger Mitstreiter war diesmal Larry Taylor am Bass. Die Aufnahmen fanden teilweise in einer alten Lagerhalle ohne jeden Lärmschutz statt, so dass beispielsweise im Lied Jesus Gonna Be Here auch ein vorüberfliegender Hubschrauber zu hören ist. Waits setzte dieses Mal praktisch kein richtiges Schlagzeug mehr ein und spielte dafür rudimentäre Perkussion. Sein Freund Serge Etienne baute ein riesiges, Conundrum genanntes Gestell, um daran diverse Metallteile aufzuhängen und darauf eindreschen zu können. Bei der zärtlichen Ballade Whistle Down the Wind, die dem kurz zuvor unter ungeklärten Umständen ums Leben gekommenen Songwriter Tom Jans gewidmet ist, spielt Waits ein Chamberlin, ein von 1946 bis 1956 von Harry Chamberlin entwickeltes elektromechanisches Tasteninstrument.
Coverfoto und Gestaltung des Albums sind von dem Fotografen Jesse Dylan, einem Sohn des berühmten Bob Dylan. Die Aufnahmen gingen schnell voran und wurden nur unterbrochen für die Aufnahmen von Francis Ford Coppolas Film Bram Stoker’s Dracula, in dem Waits den Käfer fressenden Rechtsanwalt R. M. Renfield spielte. Das Album erhielt den Grammy Award for Best Alternative Music Album.

#### Pause in den 1990er Jahren
Es sollten sieben Jahre vergehen, bis Waits wieder ein Album aufnahm. Sein enormes Arbeitspensum im Jahr 1992 machte sich bemerkbar und er brauchte dringend eine Pause. Nahezu die gesamten 1990er Jahre widmete er sich zuallererst seiner Familie. Er gab praktisch keine Konzerte und spielte auch nicht in Filmen mit. Die Abfindung aus dem Frito-Lay-Prozess, zahlreiche Songs, die in Filmen Verwendung fanden, und die Tantiemen aus diversen Coverversionen sicherten ihm sein Auskommen. Aufnahmen mit Waits-Titeln gab es in diesen Jahren unter anderem von Rod Stewart, Johnny Cash und Holly Cole. Das Waits-Tributealbum Step Right Up aus dem Jahr 1995, das hauptsächlich aus Titeln der Asylum-Ära bestand, fand nicht das Wohlwollen des Komponisten, obwohl alle Künstler und Indie-Bands, die beteiligt waren, um eine ernsthafte Hommage bemüht waren. An dem auf Initiative von Evan Cohen, dem Sohn Herb Cohens, entstandenen Album wirkten Künstler wie die Tindersticks, die Violent Femmes und Jeffrey Lee Pierce mit. Dave Alvin schrieb in den Liner Notes: „Als ich mit 18 Jahren in einem Laden in Whittier arbeitete, hörte ich Tom Waits im Radio. Das inspirierte mich, Songwriter zu werden.“
Gelegentlich gab Waits Gastauftritte auf Veröffentlichungen befreundeter Künstler. 1993 wirkte er auf der Neuauflage des Albums Jesus’ Blood Never Failed Me Yet von Gavin Bryars mit. Auch an der Veröffentlichung der Gatmo Sessions war er als Sänger beteiligt. Dabei handelt es sich um Aufnahmen mit experimentellen Musikinstrumenten der Künstlergruppe um Bart Hopkin und Richard Waters, die ihre Instrumente für Alice zur Verfügung gestellt hatten. Den Beginn verschiedener Auftritte auf Benefiz-Alben und -Festivals markierte das AIDS-Benefizalbum Red Hot + Blue.

#### Mule Variations
Nach dem Wechsel von Island zu ANTI-Records, einem Ableger des Independent-Punk-Labels Epitaph, erschien im März 1999 Waits’ erstes Studioalbum nach sieben Jahren Pause. Bei ANTI-Records sind zwar hauptsächlich Bands wie Rancid oder The Offspring unter Vertrag, aber „sie sind künstlerfreundlich, sie sind fortschrittlich und ich mag ihren Geschmack was Musik, Barbecues und Autos betrifft“ (äußerte sich Waits nach seinem Wechsel).
Im Vorfeld hatte er sich mit den Field Recordings des Musikforschers Alan Lomax und dessen historischen Aufnahmen von Bluesmusikern des amerikanischen Südens beschäftigt. Der Einfluss ist deutlich zu hören, der Klang ist ländlich geprägt und zwischendrin ist auch mal ein Hund oder ein Hahn zu hören. Aufgenommen wurde im Prairie Sun Studio mit seinen zahlreichen Räumlichkeiten mit unterschiedlichsten Klangeigenschaften, einige Aufnahmen wurden mit Richtmikrofonen im Freien mitgeschnitten. Waits/Brennan bezeichneten den von ihnen entwickelten Sound als „surrural“, was den Eindruck von etwas Vertrautem und dennoch Verstörendem vermitteln sollte. Beteiligt waren zahlreiche Musiker aus allen Schaffensperioden von Tom Waits wie Larry Taylor, Marc Ribot, Greg Cohen und Ralph Carney. Dazu kamen Neulinge wie Smokey Hormel von Beck an den Gitarren und DJ Ill Media an den Turntables, aber auch Veteranen wie Charlie Musselwhite und John Hammond an der Mundharmonika. Auch die komplette Band Primus war beteiligt. Als äußerst wichtige Kraft für die Produktion erwies sich Kathleen Brennan. Häufig waren es die ersten Takes, die für die Veröffentlichung gewählt wurden.
Der Titel Mule Variations bezieht sich auf den Song Get Behind the Mule, der in mehreren Arrangements eingespielt wurde. Der Ausdruck wird dem Vater des Bluesmusikers Robert Johnson zugeschrieben, der dies über seinen Sohn gesagt haben und jemanden bezeichnen soll, der nicht rechtzeitig aus dem Bett kommt und deshalb „dem Maultier hinterher läuft“.
Das Album erreichte Platz 30 in den Billboard-Top-200 (und damit die höchste Notierung aller Waits-Alben bis dahin) und erhielt den Grammy als bestes zeitgenössisches Folk-Album. Der Rolling Stone führte das Album 2008 in seiner Liste der 500 Alben aller Zeiten auf Platz 416. Waits ging mit seinem neuen Album noch einmal auf eine große Amerika- und Europatournee. Danach machte er sich noch rarer als zuvor, Live-Auftritte wurden zu einer Seltenheit.
1999 betätigte sich Waits erstmals auch als Produzent. Was als Freundschaftsdienst für Chuck E. Weiss’ Album Extremely Cool begann, mündete im selben Jahr in der Verpflichtung von John Hammond für das Album Wicked Grin, das allerdings aus zahlreichen Waits-Coverstücken im Blues-Gewand bestand. Darauf spielte Waits auch die Rhythmusgitarre.

#### Real Gone

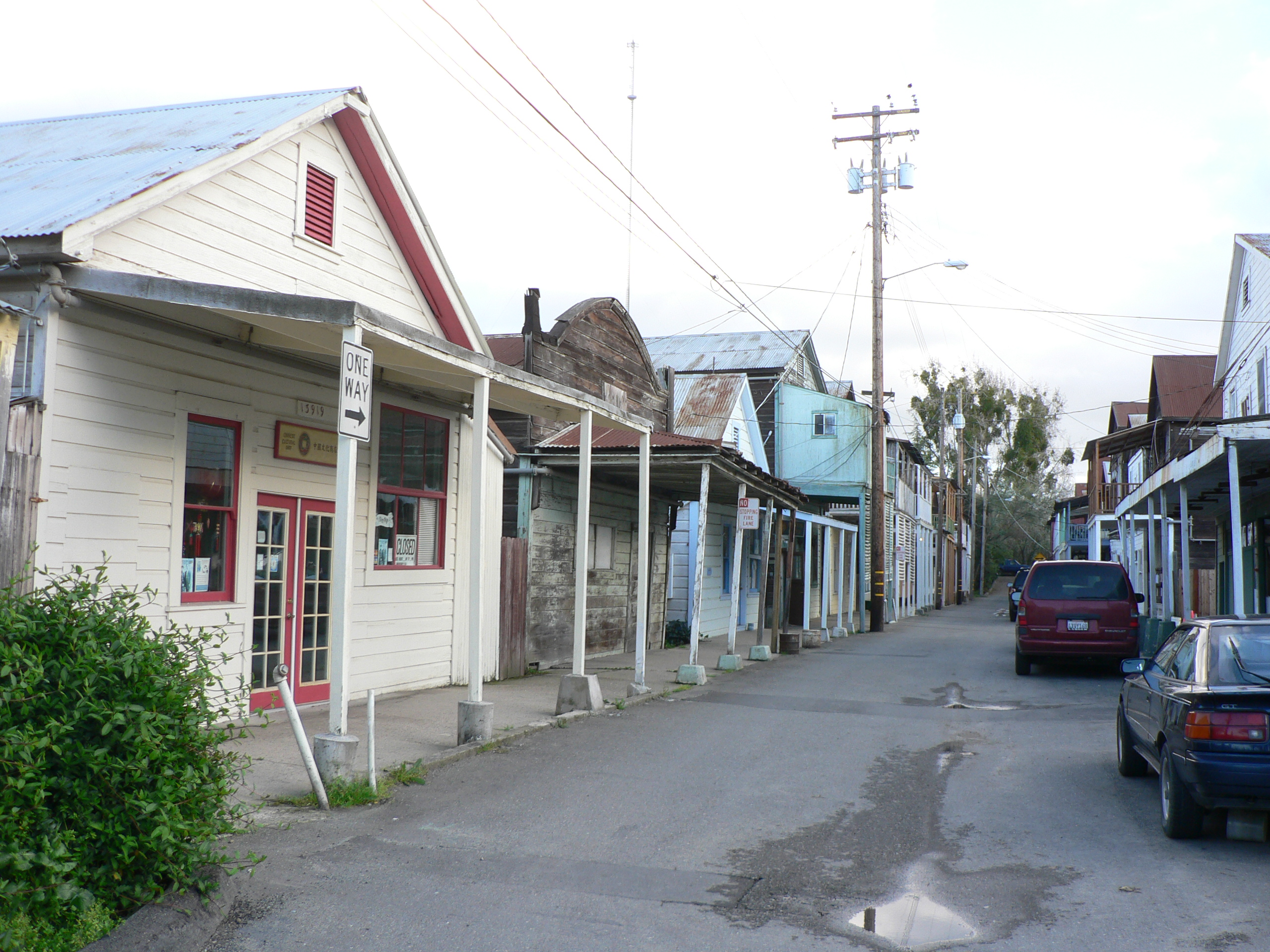
Real Gone wurde in der „Geisterstadt“ Locke aufgenommen

Nach Alice und Blood Money 2002 stellte das nächste Album Real Gone, das im Oktober 2004 veröffentlicht wurde, wieder einen abrupten Wechsel dar. Nachdem Gitarren auf den beiden vertonten Theaterstücken praktisch gefehlt hatten, setzte Waits sie nun wieder mit Macht ein. Dafür fehlte überraschenderweise das Klavier vollständig. Schon davor hatte Waits angekündigt: „Ich möchte meine Stimme wie ein Schlagzeug benutzen.“
Musikalisch vom Blues und Hip-Hop gleichermaßen beeinflusst, war dieses Album nach den Erfahrungen der Anschläge vom 11. September, des Irak-Konflikts und der „gewissenlosen Praktiken“ der Bush-Regierung die politischste Veröffentlichung seiner Karriere. Hoist that Rag ist „ein donnernder Wutschrei gegen Rumsfeld“ und Day after Tomorrow, der Brief eines Soldaten von der Kriegsfront an die Daheimgebliebenen, erinnert an die Protestsongs eines Woody Guthrie oder des jungen Bob Dylan. „Die Regierung betrachtet die 18-jährigen Kinder doch als Kanonenfutter. Was, wir haben nicht genug Waffen? Schicken wir doch ein paar Soldaten los. Wir stecken bis zum Hals in der Scheiße, aber der große Boss erzählt uns, wir sollen weitermachen und unsere Kinder opfern.“
Für die Aufnahmesessions wurde eine alte Schule in dem ehemals von Chinesen gegründeten und bewohnten Museumsdorf Locke, einer National Historic Landmark, umgebaut.

#### Orphans
Direkt im Anschluss an Real Gone machten sich Waits und Brennan an die Zusammenstellung der Dreifach-CD-Anthologie Orphans. Das Album erschien im November 2006 und ist als Buch mit umfangreichem Booklet mit Texten und zahlreichen Fotografien aufgemacht – als Antwort auf die fünf CDs umfassende Bootlegserie Tales from the Underground. Das Album vereint älteres Material ab Mitte der 1980er Jahre mit neuen Aufnahmen. Um die 54 unterschiedlichen Songs unter einen Hut zu bringen, wurden sie auf die einzelnen CDs unter den Stichworten Brawlers (Krakeeler), Bawlers (Heulbojen) und Bastards (Bastarde) verteilt. Einen wichtigen Anteil hatte dabei der als „Frontsanitäter“ tätige Toningenieur Karl Derfler. Die Zusammenstellung umfasst Songs aus Filmen, Kompilations, Outtakes und Spoken-Word-Raritäten. Die Auswahl der Coverversionen reicht von Leadbelly und Frank Sinatra bis zu den Ramones und schottischen Madrigalen aus dem 18. Jahrhundert. Zudem findet sich auf der CD Bastards die englisch gelesene Version eines Auszugs aus dem Drama Woyzeck von Georg Büchner.
2008 führte die Glitter and Doom-Tour Tom Waits durch die USA und durch Europa. Im November 2009 wurde das gleichnamige Doppelalbum veröffentlicht. Neben einer CD mit den Songs enthält es auch eine zweite CD mit dem Titel Tom Tales. Darauf sind Geschichten, Witze und Anekdoten des Künstlers in aller Ausführlichkeit zu hören.
Über das späte Werk von Tom Waits urteilte der Kritiker Simon Schama 2006: „Manchmal übertreibt Waits seine konsequente Verweigerung, den liebenswürdigen Sänger zu geben, bis an die Grenze zur Selbstparodie.“

#### Bad As Me
Am 22. August 2011 wurde auf Waits’ offizieller Website sein 17. Studioalbum mit dem Titel Bad As Me angekündigt. Der Titelsong wurde am selben Tag auf iTunes als erste Single veröffentlicht und ist auch auf Waits’ Website kostenfrei zu hören. Zwischen dem 17. und 22. Oktober 2011 stand das komplette Album als kostenfreier Audiostream für registrierte Nutzer auf einer eigenen Website zur Verfügung. Das nach sieben Jahren Studiopause lang erwartete Album erreichte sofort nach seinem Erscheinen Platz 6 der Billboard Charts und ist damit das Album, das sich in Waits’ Karriere am schnellsten verkauft hat. Erstmals war Kathleen Brennan nicht nur Mitautorin sämtlicher Titel, sie produzierte auch das Album. Neben zahlreichen altbekannten Weggefährten wie Keith Richards und Marc Ribot wirkten neben Casey Waits auch Flea von den Red Hot Chili Peppers und Les Claypool mit. Bad As Me umfasst eine wesentlich größere musikalische Bandbreite als die meisten vorherigen Veröffentlichungen. Das Spektrum reicht vom wütenden Antikriegssong Hell Broke Luce mit eingemischten Maschinengewehrsalven bis zur seelenvollen, doppelbödigen Säuferballade mit Volkslied-Anleihen New Year’s Eve, mit der das Album versöhnlich ausklingt.
Die Kritiker reagierten weitgehend überschwänglich. Wolfgang Schneider von der FAZ schrieb: „‚Bad As Me‘ ist die (im guten Sinn) gefälligste Musik, die von ihm seit dreißig Jahren zu hören war. Die ersten Stücke der Platte rocken und rollen, swingen und stampfen, dass es eine Freude ist.“
2013 veröffentlichte Tom Waits gemeinsam mit dem niederländischen Fotografen Anton Corbijn beim Schirmer/Mosel Verlag ein auf 6600 Exemplare weltweit limitiertes großformatiges Fotobuch mit dem Titel Waits/Corbijn ’77–’11. Neben den Arbeiten von Corbijn aus 35 Jahren, die Waits porträtieren, enthält es auf 56 Seiten auch erstmals veröffentlichte Fotografien und Texte von Waits. Die Einleitung schrieb Jim Jarmusch. Der Kritiker Robert Christgau verfasste einen kurzen Text. Die deutsche Übersetzung besorgte Karl Bruckmaier.

### Die Kunstfigur Tom Waits
Über sein Privatleben „in einem Familienidyll auf dem Land“ gibt Waits seit seiner Eheschließung kaum noch Auskunft, seine Gesprächspartner aus den Medien müssen dies akzeptieren. Das „… Image als melancholischer Trunkenbold …“ mit der von Whisky und Zigaretten geprägten Stimme, das er sich selbst erschuf, trifft auf den Abstinenzler und Nichtraucher seit Beginn der 1990er-Jahre nicht mehr zu. „Es verletzt mich nicht. […] Man braucht schließlich eins. Fast alle Images sind erfunden und kultiviert, und das meiste dabei ist heiße Luft.“ Sein Spiel mit den Medien führt inzwischen so weit, dass er (im halb ironischen Tonfall) Interviews mit sich selbst führt und veröffentlicht. Der Komponist, Musiker und Dichter „Tom Waits“ ist weitgehend zu seiner eigenen „Kunstfigur“ geworden. Er selbst „… räumt ein, in Bezug auf seine Person eine derart überwältigende Legende erschaffen zu haben, dass es manchmal schwer sei, Tatsachen und Fiktion auseinanderzuhalten – Dinge, die wirklich passiert sind, von denjenigen zu unterscheiden, von denen er glaubte, sie würden irgendwann einmal eine gute Geschichte abgeben.“
Robert Christgau schreibt in der Einleitung zu Waits/Corbijn ’77–’11:

„Denn Waits ist eine Rampensau, wenn er ein Mikrophon sieht. Er erzählt gerne Schwänke aus seinem Leben, und vor lauter Lachen und Kichern weiß der Fragesteller hinterher oft nicht mehr, was hier gerade die Story vom Pferd war, eine Metapher vielleicht oder eine Blendgranate, ein Ablenkungsmanöver, ein Witz um seiner selbst willen, eine unverschämte Lüge, eine Verarsche, eine falsche Fährte: Diese Interviews sind Teil von Waits’ öffentlichem Erscheinungsbild, die mit voller Absicht so sind, wie und was sie sind (Kunst nämlich), und so was wie die Wahrheit über Tom Waits findet sich – gut versteckt – eher auf der Platte, die er gerade gemacht hat als in oder zwischen den Zeilen dieser vielen Interviews.“

Anlässlich seines 69. Geburtstages schrieb der Rolling Stone über seine Interviews:

„Bald jeder Satz trieft vor Kreativität und Inspiration, die aus Waits herauszulaufen scheint, als wäre er als Kind in einen Topf mit Zaubertrank gefallen. Die herrlichen Lügengeschichten – in seinem Garten haben Breschnew und Reagan den Kalten Krieg verhandelt, er kann Hühner hypnotisieren und hat als Kind eine Schere verschluckt (deshalb die zerkratzte Stimme) – gehören zu den Interviews, die zu einem guten Teil Stand-up-Performances sind, in denen der Frager seine Rolle möglichst gut spielen muss. Man will die absurden Anekdoten hören, weil sie witzig sind und weil Waits seine sonderbar schräge Welt durch sie erkennbar macht. Die Wahrheit, sagt der Künstler, werde weitgehend überschätzt.“

## Musikalischer Stil, Einflüsse und Wirkung auf andere Künstler

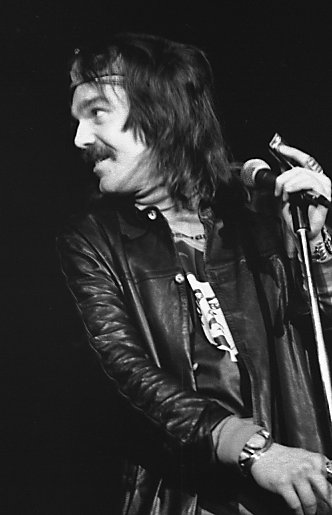
Captain Beefhearts Musik hatte starken Einfluss auf Waits (1974)

Die musikalischen Einflüsse auf das Werk von Tom Waits sind vielfältig. In seinen Anfangsjahren waren es hauptsächlich die klassischen amerikanischen Genres wie Blues, Rhythm and Blues, Jazz, Folk und die Songwriter. Einen wesentlichen Aspekt seiner Kunst stellt das amerikanische Vaudeville und die Theatermusik dar. Häufig wurde er mit Kurt Weill verglichen, doch er sagte dazu: „Als ich diesen Vergleich das erste Mal hörte, habe ich Weills Musik [noch] gar nicht gekannt. […] Er nimmt eine schöne Melodie und erzählt dir furchtbare Dinge. Ich hoffe, dass mir das auch gelingt.“ In späteren Jahren nahm er selbst Einflüsse aus dem Avantgarde-Jazz, Rap oder dem Industrial Rock mit auf. Seine Musik wird gelegentlich dem Alternative Rock oder Indie-Rock zugerechnet.
Der Musikkritiker Daniel Durchholz schrieb, seine Stimme klinge „… als wäre sie in einem Fass Bourbon getränkt, einige Monate in die Räucherkammer gehängt, dann nach draußen gebracht und mehrmals mit dem Auto überfahren worden.“ Da er sich stets konsequent den Hörerwartungen eines breiten Publikums verweigerte, wird er auch als der bei den Medien beliebteste Musiker jenseits des Mainstreams bezeichnet.
Waits’ Texte – von den Texten der Beat Generation der 1950er Jahre stark beeinflusst – sind häufig lakonische Geschichten über Gestrandete, Säufer oder Huren. Sie scheinen Edward Hoppers Bild Nighthawks zu entstammen. Sie „… bieten das amerikanische Kino aus Härte und Herzschmerz: Hobo-Romantik, Highway-Melancholie, Tresen-Tragödien, wehmütige Verlierer-Geschichten, aber auch sanfte Liebes-Beschwörungen unter ‚schlechten‘ Leuten.“
In seinem „Selbstinterview“ nennt er als wesentliche Einflüsse in einer intuitiven Reihe: „Kerouac, Dylan, Bukowski, Rod Serling, Don Van Vliet, Cantinflas, James Brown, Harry Belafonte, Ma Rainey, Big Mama Thornton, Howlin’ Wolf, Lead Belly, Lord Buckley, Mabel Mercer, Lee Marvin, Thelonious Monk, John Ford, Fellini, Weegee, Jagger, Richards, Willie Dixon, John McCormick, Johnny Cash, Hank Williams, Frank Sinatra, Louis Armstrong, Robert Johnson, Hoagy Carmichael, Enrico Caruso.“
In demselben „Selbstinterview“ zählt er so unterschiedliche Titel als wichtig für sich auf wie Louie Louie, Strange Fruit, Georgia on My Mind, Moon River, Danny Boy, Waltzing Mathilda, Nessun dorma, Greensleeves, das Thema aus Rawhide und Hava Nagila auf. Den Musiker und Maler Don Van Vliet alias Captain Beefheart, mit dem er bis zu dessen Tod 2010 eng befreundet war, bezeichnet er als Lehrer und größtes Vorbild.
Die Zahl der Künstler, die Kompositionen von Waits – oft auch über Jahrzehnte hinweg immer wieder – interpretiert haben, geht in die Hunderte. Zu den bekanntesten gehören in zeitlicher Reihenfolge Tim Buckley, Lee Hazlewood, Eagles, Bette Midler, Rickie Lee Jones, Marianne Faithfull, Bruce Springsteen, Rod Stewart, Bob Seger, Elvis Costello, Johnny Cash, Holly Cole, Bon Jovi, Ramones, Meat Loaf, Tindersticks, The Blind Boys of Alabama, Tori Amos, Neko Case, Jennifer Warnes, Solomon Burke, Lucinda Williams, Lambchop, Diana Krall, Norah Jones, Queens of the Stone Age, Pearl Jam, Linda Thompson, Steve Earle, Alison Krauss & Robert Plant, Scarlett Johansson, Joan Baez, James Taylor, M.I.A., The Pogues, Bat for Lashes, Primus, Melissa Etheridge, St. Vincent, Jon Lord, Elbow, Joe Bonamassa, Beth Hart, Peter Gabriel, Brad Mehldau, Tom Jones, Willie Nelson, Sheryl Crow, Bettye LaVette, Rebekka Bakken, Ron Sexsmith, The Avett Brothers, Gerd Köster, Ed Sheeran, Chris Cornell, Jesper Munk, The Gaslight Anthem, Coldplay, Red Hot Chili Peppers, Rosanne Cash, Phoebe Bridgers, Aimee Mann, Jamie Cullum, Andrew Bird, Jeff Tweedy und Tom Morello.
Ein Album mit Versionen von Waits’ Songs auf Kölsch veröffentlichte 1990 die Kölner Gruppe The Piano Has Been Drinking um die Kölner Musiker Matthias Keul und Gerd Köster. Auch ihre späteren Veröffentlichungen und die anderer Bands um Gerd Köster zusammen mit Frank Hocker oder Dirk Raulf enthalten Adaptionen von Waits.
Wolfgang Ambros nahm 2000 unter dem Titel Nach mir die Sintflut – Ambros singt Waits ein Album mit 12 Waits-Songs auf, die er selbst ins Wienerische übersetzt hat.
Seit dem Album Rain Dogs (1985) wird auf allen Veröffentlichungen Ehefrau Kathleen Brennan als Co-Autorin nahezu aller Texte und Kompositionen genannt. Sie wirkt auch maßgeblich an der Produktion der Alben mit.

## Diskografie
Studioalben

| Jahr | Titel Musiklabel                            | Höchstplatzierung, Gesamtwochen, AuszeichnungChartplatzierungen (Jahr, Titel, Musiklabel, Platzierungen, Wochen, Auszeichnungen, Anmerkungen) | Höchstplatzierung, Gesamtwochen, AuszeichnungChartplatzierungen (Jahr, Titel, Musiklabel, Platzierungen, Wochen, Auszeichnungen, Anmerkungen) | Höchstplatzierung, Gesamtwochen, AuszeichnungChartplatzierungen (Jahr, Titel, Musiklabel, Platzierungen, Wochen, Auszeichnungen, Anmerkungen) | Höchstplatzierung, Gesamtwochen, AuszeichnungChartplatzierungen (Jahr, Titel, Musiklabel, Platzierungen, Wochen, Auszeichnungen, Anmerkungen) | Höchstplatzierung, Gesamtwochen, AuszeichnungChartplatzierungen (Jahr, Titel, Musiklabel, Platzierungen, Wochen, Auszeichnungen, Anmerkungen) | Anmerkungen |
| Jahr | Titel Musiklabel                            | DE | AT | CH | UK | US | Anmerkungen |
| ---- | ------------------------------------------- | --- | --- | --- | --- | --- | --- |
| 1973 | Closing Time Asylum                         | DE44 (1 Wo.)DE | — | — | UK— GoldUK | — | Erstveröffentlichung: März 1973 Wiederveröffentlichung: 2. Juni 2023 (50th Anniversary) in Deutschland 2023 in den Charts      |
| 1974 | The Heart of Saturday Night Asylum          | — | — | — | UK— GoldUK | — | Erstveröffentlichung: Oktober 1974                                                                                             |
| 1976 | Small Change Asylum                         | — | — | — | UK— SilberUK | — | Erstveröffentlichung: September 1976                                                                                           |
| 1977 | Foreign Affairs Asylum                      | — | — | — | — | — | Erstveröffentlichung: September 1977                                                                                           |
| 1978 | Blue Valentine Asylum                       | — | — | — | UK— GoldUK | — | Erstveröffentlichung: September 1978                                                                                           |
| 1980 | Heartattack and Vine Asylum                 | — | — | — | — | — | Erstveröffentlichung: September 1980                                                                                           |
| 1983 | Swordfishtrombones Island                   | — | — | — | UK— SilberUK | — | Erstveröffentlichung: September 1983                                                                                           |
| 1985 | Rain Dogs Island                            | — | AT26 (2 Wo.)AT | — | UK29 Gold · (5 Wo.)UK | US181 Gold · (7 Wo.)US | Erstveröffentlichung: 30. September 1985                                                                                       |
| 1987 | Frank’s Wild Years Island                   | — | AT24 (6 Wo.)AT | CH14 (4 Wo.)CH | UK20 (5 Wo.)UK | US115 (10 Wo.)US | Erstveröffentlichung: 17. August 1987                                                                                          |
| 1992 | Bone Machine Island                         | DE42 (11 Wo.)DE | AT22 (7 Wo.)AT | CH21 (5 Wo.)CH | UK26 (3 Wo.)UK | US176 (3 Wo.)US | Erstveröffentlichung: August 1992                                                                                              |
| 1993 | The Black Rider Island                      | — | — | CH88 (1 Wo.)CH | UK47 (2 Wo.)UK | US130 (2 Wo.)US | Erstveröffentlichung: September 1993 Wiederveröffentlichung: 6. Oktober 2023 (30th Anniversary Edition) Charteinstieg CH: 2023 |
| 1999 | Mule Variations ANTI-                       | DE4 (36 Wo.)DE | AT7 (10 Wo.)AT | CH7 (6 Wo.)CH | UK9 Silber · (3 Wo.)UK | US30 Gold · (9 Wo.)US | Erstveröffentlichung: 16. April 1999 Verkäufe: + 1.050.000                                                                     |
| 2002 | Blood Money ANTI-                           | DE9 (8 Wo.)DE | AT5 (11 Wo.)AT | CH25 (7 Wo.)CH | UK21 (2 Wo.)UK | US32 (6 Wo.)US | Erstveröffentlichung: 4. Mai 2002                                                                                              |
| 2002 | Alice ANTI-                                 | DE10 (8 Wo.)DE | AT3 (10 Wo.)AT | CH24 (6 Wo.)CH | UK20 (2 Wo.)UK | US33 (6 Wo.)US | Erstveröffentlichung: 4. Mai 2002                                                                                              |
| 2004 | Real Gone ANTI-                             | DE19 (7 Wo.)DE | AT11 (7 Wo.)AT | CH16 (5 Wo.)CH | UK16 Silber · (2 Wo.)UK | US28 (6 Wo.)US | Erstveröffentlichung: 3. Oktober 2004                                                                                          |
| 2006 | Orphans: Brawlers, Bawlers & Bastards ANTI- | DE26 (8 Wo.)DE | AT15 (8 Wo.)AT | CH22 (7 Wo.)CH | UK49 (1 Wo.)UK | US74 Gold · (8 Wo.)US | Erstveröffentlichung: 20. November 2006                                                                                        |
| 2011 | Bad As Me ANTI-                             | DE7 (9 Wo.)DE | AT5 (8 Wo.)AT | CH3 (9 Wo.)CH | UK10 (4 Wo.)UK | US6 (7 Wo.)US | Erstveröffentlichung: 25. Oktober 2011                                                                                         |

grau schraffiert: keine Chartdaten aus diesem Jahr verfügbar

## Filmografie

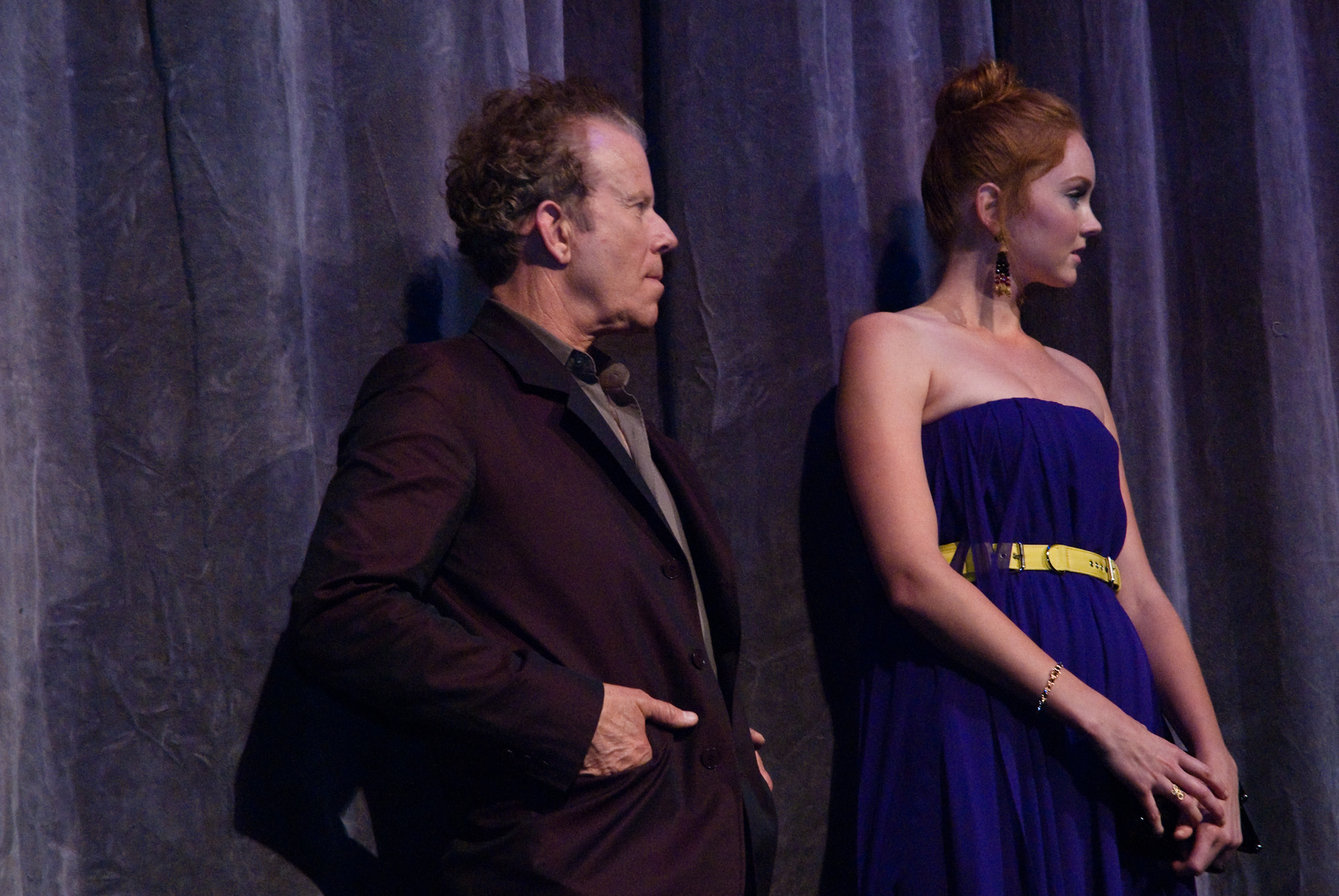
Waits mit Lily Cole bei der Premierenfeier zu Das Kabinett des Dr. Parnassus

- 1978: Vorhof zum Paradies (Paradise Alley)
- 1979: Tom Waits for No One (Animationsfilm)
- 1981: Wolfen
- 1982: Einer mit Herz (One from the Heart)
- 1983: Die Outsider (The Outsiders)
- 1983: Rumble Fish
- 1984: The Stone Boy
- 1984: Cotton Club (The Cotton Club)
- 1986: Down By Law
- 1987: Wolfsmilch (Ironweed)
- 1987: Candy Mountain
- 1988: Big Time
- 1989: Ausgespielt – Bearskin (Bearskin: An Urban Fairytale)
- 1989: Cold Feet
- 1989: Mystery Train
- 1990: Die Spur führt zurück – The Two Jakes (The Two Jakes)
- 1991: Ein Pfeil in den Himmel (At Play in the Fields of the Lord)
- 1991: König der Fischer (The Fisher King)
- 1991: Geboren in Queens (Queens Logic)
- 1991: Bis ans Ende der Welt
- 1992: Bram Stoker’s Dracula (Dracula)
- 1992: Fishing with John
- 1993: Short Cuts
- 1993: Luck, Trust & Ketchup (Dokumentation)
- 1995: Coffee and Cigarettes III: Somewhere in California (Gesprächsfilm mit Iggy Pop)
- 1999: Mystery Men
- 2001: The Boom Boom Room
- 2004: Born into This (Dokumentation über Charles Bukowski)
- 2005: Domino (Domino)
- 2005: Der Tiger und der Schnee (La tigre e la neve)
- 2006: Wristcutters: A Love Story
- 2009: Das Kabinett des Doktor Parnassus (The Imaginarium of Doctor Parnassus)
- 2010: The Book of Eli
- 2011: Twixt
- 2012: 7 Psychos (Seven Psychopaths)
- 2018: The Ballad of Buster Scruggs
- 2018: Ein Gauner & Gentleman (The Old Man & the Gun)
- 2019: The Dead Don’t Die
- 2021: Licorice Pizza

## Buchveröffentlichungen
- 2011: Seeds on Hard Ground. X-Ray Book Co., San Francisco 2011 (Sammlung von Waits’ Dichtungen in limitierter Auflage).
- 2013: WAITS/CORBIJN ’77–’11. Schirmer/Mosel Verlag, München 2013, ISBN 978-3-8296-0555-7 (gemeinsam mit Anton Corbijn).

### Anthologien (Auszug)
- 1987: What Keeps Mankind Alive auf der Kurt-Weill-Anthologie Lost In The Stars
- 1988: Heigh Ho (Dwarf’s Marching Song) auf der Walt-Disney-Anthologie Stay Awake
- 1990: It’s All Right With Me auf der Cole-Porter-Anthologie Red Hot + Blue
- 2018: Bella ciao auf Marc Ribots Songs of Resistance: 1942–2018[55]

## Auszeichnungen
- 1983: Academy-Awards-Nominierung für One From The Heart
- 1992: Grammy Award für Bone Machine als Bestes Album in der Kategorie Bestes Alternative-Album
- 1994: Golden Globe für Short Cuts in der Kategorie Best Ensemble Cast
- 2000: Grammy Award für Mule Variations in der Kategorie Bestes zeitgenössisches Folkalbum
- 2005: Grammy-Award-Nominierung für den Song Metropolitan Glide in der Kategorie Best Solo Rock Vocal Performance
- 2006: David-di-Donatello-Nominierung für You Can Never Hold Back Spring als Titelsong in der Kategorie Bester Originalsong
- 2008: Grammy-Award-Nominierung für Orphans in der Kategorie Bestes zeitgenössisches Folk/Americana-Album
- 2011: Aufnahme in die Rock and Roll Hall of Fame
- 2016: PEN/Song Lyrics Award (zusammen mit Kathleen Brennan)
- Der Rolling Stone listete Waits auf Rang 82 der 100 größten Sänger sowie auf Rang 55 der 100 größten Songwriter aller Zeiten.[56][57]